# Gomez (Band)
Gomez ist eine britische Indie-Rock-Band aus Southport in England, die 1996 gegründet wurde.

## Bandgeschichte
Ihr Debütalbum Bring It On aus dem Jahr 1998 erhielt gute Kritiken sowohl in Europa als auch in den USA und wurde mit dem Mercury Music Prize ausgezeichnet. Die Band, die immer noch in derselben Formation wie im Gründungsjahr besteht, brachte in der Folgezeit noch mehrere Alben heraus, welche ebenfalls in Großbritannien, den USA und auch in Australien gute Chartplatzierungen erhielten. In Deutschland ist Gomez weitgehend unbekannt.
Die Band war bis zum Release von Split the Difference (2004) bei Virgin Records unter Vertrag. Die nachfolgenden Alben ab 2005 erschienen bei ATO Records.
Eine Werkschau Five Men in a Hut mit ihren Singles, B-Seiten und Raritäten erschien im Oktober 2006 auf dem Label Hut/Virgin.

## Diskografie

### Alben
| Jahr | Titel                   | Höchstplatzierung, Gesamtwochen, AuszeichnungChartplatzierungen (Jahr, Titel, Platzierungen, Wochen, Auszeichnungen, Anmerkungen) | Höchstplatzierung, Gesamtwochen, AuszeichnungChartplatzierungen (Jahr, Titel, Platzierungen, Wochen, Auszeichnungen, Anmerkungen) | Anmerkungen |
| Jahr | Titel                   | UK | US | Anmerkungen |
| ---- | ----------------------- | --- | --- | ----------- |
| 1998 | Bring It On             | UK11 Platin · (78 Wo.)UK | — |             |
| 1999 | Liquid Skin             | UK2 Platin · (36 Wo.)UK | — |             |
| 2002 | In Our Gun              | UK8 Silber · (8 Wo.)UK | — |             |
| 2004 | Split the Difference    | UK35 (3 Wo.)UK | US191 (1 Wo.)US |             |
| 2006 | How We Operate          | UK69 (1 Wo.)UK | US106 (3 Wo.)US |             |
| 2009 | A New Tide              | UK63 (1 Wo.)UK | US60 (3 Wo.)US |             |
| 2011 | Whatever’s on Your Mind | UK65 (1 Wo.)UK | US135 (3 Wo.)US |             |

### Livealben
- 2005: Out West

### Kompilationen
| Jahr | Titel                              | Höchstplatzierung, Gesamtwochen, AuszeichnungChartplatzierungen (Jahr, Titel, Platzierungen, Wochen, Auszeichnungen, Anmerkungen) | Höchstplatzierung, Gesamtwochen, AuszeichnungChartplatzierungen (Jahr, Titel, Platzierungen, Wochen, Auszeichnungen, Anmerkungen) | Anmerkungen |
| Jahr | Titel                              | UK | US | Anmerkungen |
| ---- | ---------------------------------- | --- | --- | ----------- |
| 2000 | Abandoned Shopping Trolley Hotline | UK10 Silber · (5 Wo.)UK | — |             |

Weitere Kompilationen
- 2006: Five Men in a Hut

### EPs
- 2000: Machismo E.P.
- 2002: Detroit Swing '66/Ping One Down
- 2006: See the World E.P.
- 2006: Girlshapedlovedrug E.P.

### Singles
| Jahr | Titel Album                               | Höchstplatzierung, Gesamtwochen, AuszeichnungChartsChartplatzierungen (Jahr, Titel, Album, Platzierungen, Wochen, Auszeichnungen, Anmerkungen) | Anmerkungen |
| Jahr | Titel Album                               | UK | Anmerkungen |
| ---- | ----------------------------------------- | --- | ----------- |
| 1998 | 78 Stone Wobble Bring It On               | UK44 (2 Wo.)UK |             |
| 1998 | Get Myself Arrested Bring It On           | UK45 (2 Wo.)UK |             |
| 1998 | Whippin’ Piccadilly Bring It On           | UK35 (3 Wo.)UK |             |
| 1999 | Bring It On                               | UK21 (5 Wo.)UK |             |
| 1999 | Rhythm & Blues Alibi Liquid Skin          | UK18 (3 Wo.)UK |             |
| 1999 | We Haven’t Turned Around Liquid Skin      | UK38 (2 Wo.)UK |             |
| 2002 | Shot Shot In Our Gun                      | UK28 (2 Wo.)UK |             |
| 2002 | Sounds Of Sounds/Ping One Down In Our Gun | UK48 (2 Wo.)UK |             |
| 2004 | Catch Me Up Split the Difference          | UK36 (2 Wo.)UK |             |
| 2004 | Silence Split the Difference              | UK41 (2 Wo.)UK |             |
| 2006 | Girlshapelovedrug How We Operate          | UK66 (1 Wo.)UK |             |

Weitere Singles
- 2005: Sweet Virginia
- 2006: How We Operate
- 2009: Airstream Driver
- 2009: Little Pieces
- 2011: Options

## Auszeichnungen für Musikverkäufe
| Goldene Schallplatte - Australien - 2000: für die Single Liquid Skin |

Anmerkung: Auszeichnungen in Ländern aus den Charttabellen bzw. Chartboxen sind in ebendiesen zu finden.
| Land/RegionAuszeichnungen für Musikverkäufe (Land/Region, Auszeichnungen, Verkäufe, Quellen) | Silber     | Gold  | Platin     | Verkäufe | Quellen     |
| -------------------------------------------------------------------------------------------- | ---------- | ----- | ---------- | -------- | ----------- |
| Australien (ARIA)                                                                            | —          | Gold1 | —          | 35.000   | aria.com.au |
| Vereinigtes Königreich (BPI)                                                                 | 2× Silber2 | —     | 2× Platin2 | 720.000  | bpi.co.uk   |
| Insgesamt                                                                                    | 2× Silber2 | Gold1 | 2× Platin2 |          |             |